# 张家港市现代农业示范园区
张家港市现代农业示范园区是中华人民共和国江苏省苏州市张家港市下辖的一个类似乡级单位。位于张家港市的东南部，前身是江苏农垦所辖的常阴沙农场，2004年进行属地管理。

## 行政区划
2017年时，下辖7个社区、1个居委会，现下辖以下地区：
农场社区、常红社区、常北社区、常兴社区、常南社区、常沙社区、常东社区和常西社区。